# Ests gezondheidsmuseum
Het Ests gezondheidsmuseum (Ests: Eesti Tervisemuuseum) is een Wetenschapsmuseum in de Estse hoofdstad Tallinn.
Het museum werd oorspronkelijk opgericht na een medische conventie in 1921 in Tartu. Het bleef enkele decennia in Tartu bestaan totdat het in 1951 zijn deuren sloot. Pas in 1981 heropende het op zijn huidige locatie in de oude binnenstad van Tallinn. 
Het museum beheert een collectie van ongeveer 22.801 voorwerpen, waaronder foto's, teksten en medische artefacten.